# Syrigma
Syrigma is een geslacht van vogels uit de familie reigers (Ardeidae).

## Soorten
Het geslacht kent de volgende soorten:
- Syrigma sibilatrix – Fluitreiger